# Iglesia de Santa María Magdalena (Paymogo)
La parroquia de Santa María Magdalena es un templo católico ubicado en la localidad de Paymogo. Se encuentra situada en el recinto del antiguo castillo.

## Historia
Se desconocen el autor y la cronología del templo, aunque su morfología hacen pensar en una existencia anterior a la del castillo del siglo XVII. En 1735 consta un dibujo de la plata por Carlos Voysin que coincide ya con la que actualmente presenta. Constan obras de reparación entre 1793 y 1795, cuando se renuevan tejados, solerías, vidrieras y se remata la torre. También entre 1830 y 1834, para solventar los daños causados durante la invasión francesa.
A principios del siglo XXI se acometieron nuevas obras de restauración para resolver problemas estructurales y de cubrición. Asimismo, se abrieron vanos cegados para mejorar la iluminación de la nave y se repusieron cornisas y otros elementos ornamentales.

## Descripción
Es un templo de una sola nave con cinco tramos, antepresbiterio y cabecera poligonal a cuya izquierda de adosa la sacristía. A los pies hay dos estancias que fueron usadas como osario y polvorín. La nave se cubre con bóvedas de arista, mientras que el tramo previo al presbiterio presenta cúpula de media naranja. Sus muros gruesos y el pequeño tamaño de los vanos refuerza su aspecto fortificado. La torre se yergue sobre uno de los machones que flanquean la fachada. Presenta cuerpo de campanas con vanos de medio punto entre pilastras dobles rematado por un chapitel poligonal revestido de azulejos. En su patrimonio solo tienen interés artístico la pintura de la Virgen del Carmen con las Ánimas, realizada por Santiago Martínez en 1943, y las Vírgenes de los Dolores y el Rosario, obras ambas de posguerra de José Sanjuán. La segunda porta una corona de plata del siglo XVIII.

## El castillo
El castillo de Paymogo es un recinto cuadrangular, defendido por cuatro baluartes artilleros en las esquinas. Sus anchos muros son de mampostería, rematados por un antepecho de escasa altura. No se conserva la puerta, que estaba situada en el muro sureste, pero sí algunas dependencias cuartelarias adosadas a la iglesia.
Emplazado en lo más alto del cerro sobre el que se extiende el caserío, fue construido a mediados del siglo XVII para defender la frontera con Portugal. En 1644 se encontraba al frente de sus obras Juan Bautista Corbachino, ingeniero militar, a quien se atribuyen las trazas. Lo sustituyó tras su muerte el capitán Luis Romero.
En 1666, año en que la localidad es invadida por Portugal, las obras no habían acabado. Por ello, las tropas lusas continuaron con la fortificación a efectos de hacerse fuertes en ella. El castillo fue devuelto a la corona española en 1668.
La fortaleza fue abandonada a partir del siglo XVIII, aunque volvería a acoger a la población con motivo de un asalto portugués en 1706. A lo largo de este siglo se redactarían varios proyectos para su rehabilitación que no llegaron a materializarse.